# Pseudocoarica caledonica
Pseudocoarica caledonica är en fjärilsart som beskrevs av Holloway 1979. Pseudocoarica caledonica ingår i släktet Pseudocoarica och familjen nattflyn. Inga underarter finns listade i Catalogue of Life.